# Planta de locomotores dièsel de Luhansk
Planta de locomotores dièsel de Luhansk  - Companyia pública per accions "Luhanskteplovoz"- es una empresa de la indústria de la construcció de màquines que produïa locomotores dièsel de línia principal, trens dièsel i trens elèctrics.
La planta de locomotores de Luhansk va ser fundada el 3 de maig de 1896 per l'industrial alemany Gustav Hartmann amb el nom de Societat Russa de Plantes de Construcció de Màquines de Hartmann.
Els principals clients dels productes eren Ukrzaliznytsya i els ferrocarrils russos.
Pràcticament tot el transport de mercaderies de la línia principal en trams no electrificats dels ferrocarrils als països de l'antiga URSS es realitza amb locomotores de Luhansk.
Durant les últimes dècades, s'han creat i construït més de 40 tipus i modificacions de locomotores dièsel de maniobra, mercaderies i passatgers amb una capacitat de 1471 a 4411 kW per tram. En total, l'empresa va crear i lliurar més de 44.000 locomotores dièsel, incloses més de 4.000 locomotores amb una capacitat d'1.020 a 2.941 kW a 11 països d'Europa, Àsia, Àfrica i Amèrica Llatina.
A principis de febrer de 2015, com a resultat de la guerra a l'est d'Ucraïna, va ser impossible lliurar components des d'Alemanya i els EUA a la planta, com a resultat de la qual cosa es va bloquejar el treball de l'empresa, i a principis de març de 2015, "Luhanskteplovoz" va aturar el seu treball.

## Propietaris
A partir de desembre de 2023, el propietari final de la planta eren empreses russes, el Consell de Ministres va considerar la possibilitat de retirar forçosament l'empresa a favor d'Ucraïna.

## Història

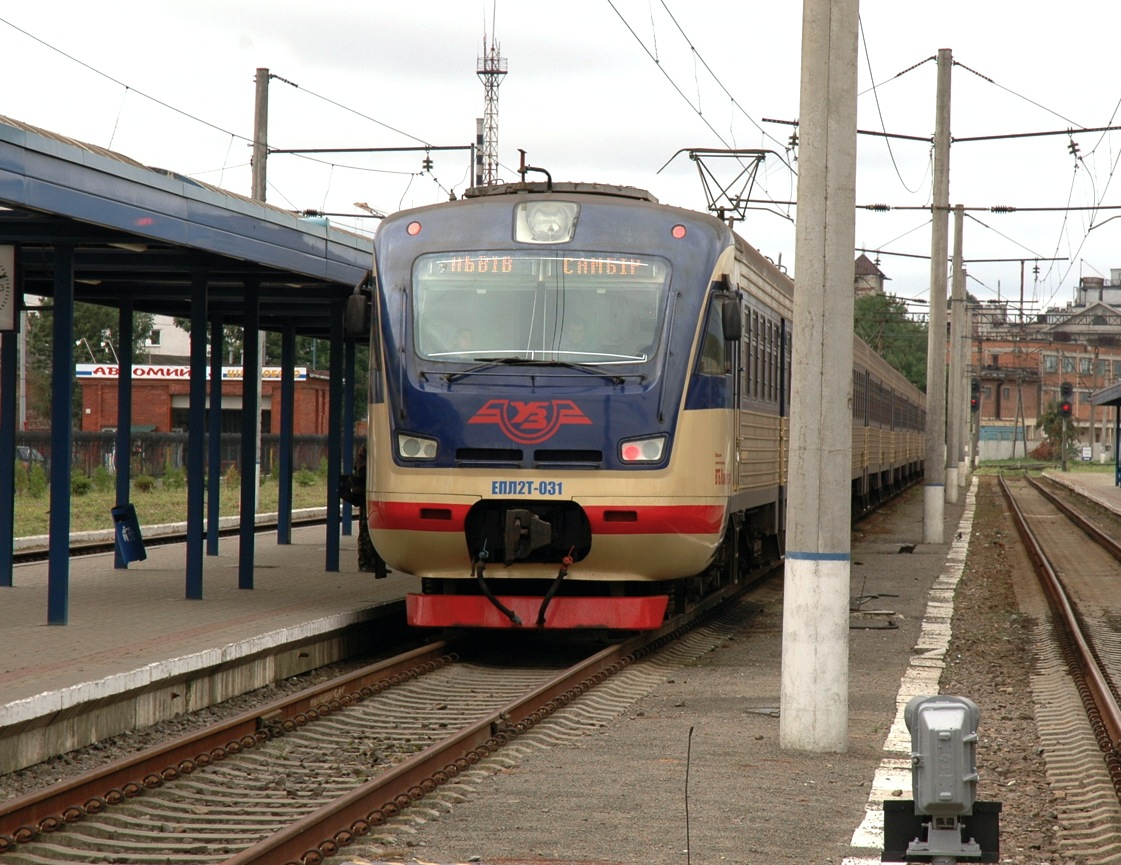
EPL2T-031 a l'estació de tren suburbana de Lviv

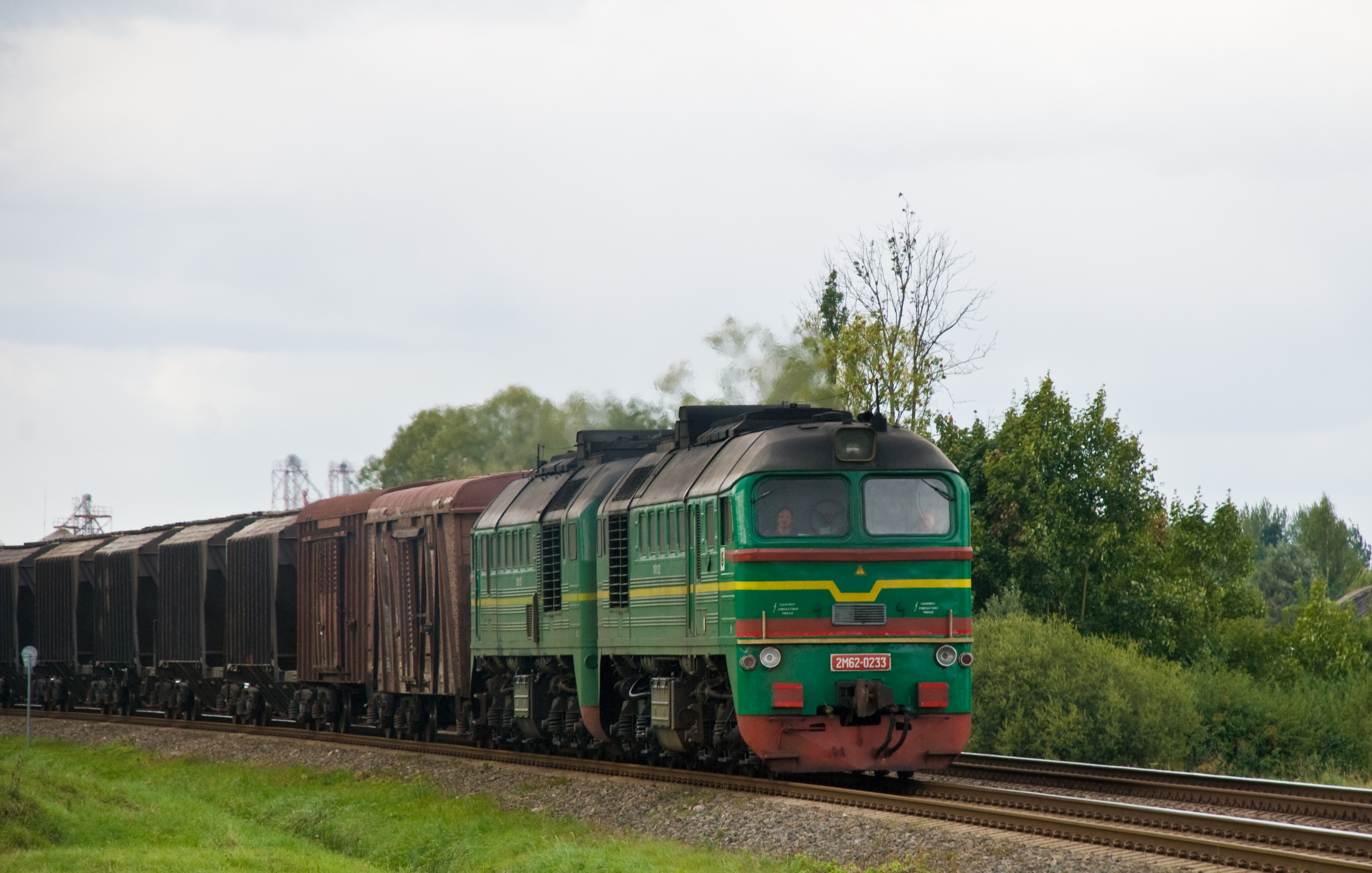
Locomotora dièsel fabricada per "Luhanskteplovoz" M62 (locomotora dièsel)

### Imperi Rus
La planta va ser fundada el 3 de maig de 1896.
L'any 1900 es va estrenar la primera locomotora de vapor.
El 1906, la capacitat de producció de la planta igualava a les grans fàbriques de locomotores de vapor de l'Imperi Rus com Briansk i Putylivskyi. La producció de locomotores va augmentar. La planta va produir locomotores de vapor de la sèrie següent: mercaderies - "Od", "Ov", "E", passatgers - "Z" i "B". Es van establir oficines de representació permanent de la planta a totes les regions econòmiques de l'Imperi Rus (des de Varsòvia fins a Irkutsk) per atraure clients.

### URSS
La gran reconstrucció de la planta, realitzada el 1928-1933, va permetre dominar les locomotores de càrrega més potents del tipus 1-5-1, que van ser anomenades "FD" (en honor a Felix Dzerzhynskyi ). Pel que fa al seu equipament tècnic, la nova planta era la més avançada del món i la més gran d'Europa en aquell moment. En comparació amb l'antiga planta, el parc de màquines s'ha més que triplicat, la capacitat total de les grues elevadores ha augmentat 3,5 vegades. La planta tenia la seva pròpia base energètica potent. Durant aquest període, es va dominar la producció de la locomotora de passatgers de la sèrie "IS" (Joseph Stalin ). Per a les locomotores de vapor de les sèries "FD" i "IS", la planta va rebre una medalla d'or en una exposició a París.
Amb l'inici de la guerra germano-soviètica, la planta va passar a la producció de productes militars. Després de l'evacuació i ocupació l'any 1943, els treballadors de la fàbrica van començar a restaurar la producció destruïda.
L'octubre de 1945, la planta va produir la primera locomotora de vapor de la postguerra de la sèrie "SO" (Sergo Ordzhonikidze).
Fins l' any 1956, la planta es va especialitzar en la producció de locomotores de vapor. Durant aquest temps, es van fabricar més de 12.000 locomotores de vapor de diversos tipus amb potències des de 600 a 1800 CV.

### Locomotores dièsel per temps soviètics
1956: es va construir la primera locomotora dièsel TE3 segons els dibuixos de la planta de construcció de màquines de transport de Kharkiv.
19 d'octubre de 1956: la fàbrica de locomotores de vapor va ser rebatejada com a fàbrica de locomotores dièsel.
1956–1957: creació i desenvolupament de la producció de locomotores dièsel de maniobra amb transmissió elèctrica per operar en clima tropical a la planta metal·lúrgica de Bhilai a l'Índia. Aquestes van ser les primeres locomotores venudes per a l'exportació.
1958–1962—creació d'una gamma de locomotores dièsel de línia principal amb transmissió hidràulica (TG101, TG102, TG105, TG106) amb una potència secció de 1.500 a 4.000 CV.
1962: inici de la producció de la locomotora dièsel 2TE10L amb una capacitat de 2x3000 CV. amb transmissió elèctrica de corrent continu. Les locomotores dièsel d'aquest tipus es van convertir més tard en les principals per als ferrocarrils de l'URSS, el seu nombre total és de més de 12.000 trams. Posteriorment, es van millorar constantment els paràmetres tècnics, la fiabilitat i l'economia d'aquesta locomotora dièsel van augmentar, com a resultat de la qual cosa es van crear les seves modificacions TEP10L, TE10B, TEP10M, 4TE10S, TE10U. La locomotora dièsel TE10U l'any 1977 va rebre la marca de qualitat estatal.
1965: va començar el subministrament de locomotores dièsel de la sèrie M62 amb una capacitat de 2.000 CV. a la República Popular Hongaresa. Posteriorment, es van crear més de 15 modificacions sobre la seva base per a diversos països i regions de l'URSS.
1967: es va crear la locomotora dièsel TE109, que va establir les bases d'una sèrie prometedora de noves locomotores dièsel amb transmissió elèctrica de CA. Més tard, aquesta locomotora es va convertir en el model base principal per a molts nodes i esquemes de la sèrie de locomotores 07, 130, 131, 132, 142, TE114, que es van subministrar per a l'exportació, així com la locomotora 2ТЕ116 per al Ministeri de Ferrocarrils.
L'alt rendiment tècnic i operatiu de les locomotores dièsel de les sèries 07, 132, 142 va ser reconegut amb grans medalles d'or i diplomes a les fires internacionals de Plòvdiv i Leipzig el 1972, 1974, 1975, i la pròpia planta va rebre el "Mercuri d'or". premi internacional per la seva gran contribució al desenvolupament de la cooperació comercial internacional Les locomotores dièsel TE114 i 2TE116 es van produir amb una marca de qualitat.
1977: es va desenvolupar i fabricar un prototip de locomotora dièsel 2TE121 amb una potència de 2x4.000CV, que va iniciar la creació d'una nova sèrie de locomotores amb una potència de secció de 4.000-6.000 CV. amb solucions de disseny fonamentalment noves per a peces en marxa (locomotores 2TE121, ТЕ136, 2ТЕ136).
Paral·lelament a la creació de nous tipus de locomotores dièsel, s'ha dut a terme un ampli treball d'investigació, disseny i recerca sobre l'ús de la transmissió elèctrica de corrent altern a les locomotores dièsel (locomotores elèctriques TE120, 2TE127), pel que fa a la substitució del gasoil per gasoil natural liquat. gas (locomotores elèctriques 2ТЕ10G i 2ТЕ116М).
A finals de la dècada de 1970, es va dur a terme una altra reconstrucció de la planta: es van construir nous tallers, es va reequipar tècnicament la producció, cosa que va permetre augmentar la capacitat de producció.

### Ucraïna
A principis de la dècada de 1990, l'associació de producció "Luhanskteplovoz", creada a partir d'una planta de construcció de locomotores, va patir una reestructuració organitzativa i estructural.
Des de 1992, la planta va passar a la creació i el control de la producció de nous tipus de transport ferroviari per al ferrocarril, els serveis municipals i la indústria minera. Les obres es van dur a terme en el marc del programa nacional juntament amb les empreses més grans d'Ucraïna: les fàbriques de Kharkiv "Electrovazmash" i l'enginyeria de transport que porta el nom de Malyshev, Zaporizhzhia Institut d'Investigació Científica "Peretvoryvatx" i altres empreses i instituts.
A més dels vehicles ferroviaris, que són els principals productes de l'empresa, s'ha dominat la producció d'altres tipus de productes: roda giratòria per a material rodant, equips de mineria (transportador de rascador de mines, carros, accionament de tracció per a locomotores elèctriques de mines, parells de rodes); màquines d'enginyeria de transport flotant, per assegurar els creuaments d'aigua; equips agrícoles, béns de consum.
El 19 de maig de 1995, el president d'Ucraïna va emetre el Decret "Sobre la creació de la companyia estatal Luhanskteplovoz", el 3 d'octubre, el Comitè Executiu de la ciutat de Luhansk va completar el seu registre estatal.
La creació de l'empresa tenia com a objectiu garantir la concentració de forces i fons de les empreses principals i subsidiàries, per promoure una interacció més estreta i l'aprofundiment de la producció i els llaços tecnològics per tal d'executar amb èxit les tasques de desenvolupament de noves prioritats a Ucraïna i tipus de productes competitius, acceleració dels processos de reestructuració estructural.
L'any 2001, JSC "Luhanskteplovoz" va aconseguir arribar a l'equilibri (segons els resultats de l'any 2000, les pèrdues del balanç de l'empresa van arribar als 35 milions d'UAH). El benefici net de DHC per al 2001 — 18,9 milions d'UAH. — tenia com a objectiu compensar les pèrdues d'anys anteriors.
L'any 2002, el Ministeri de Transports i Comunicacions d'Ucraïna i l'Administració Estatal de Transport Ferroviari d'Ucraïna van proporcionar a l'empresa comandes i finançament per 102,3 milions d'UAH. L'any 2002, JSC "Luhanskteplovoz" va executar contractes per al subministrament de conjunts i peces de locomotores a la planta de construcció de locomotores de Kolomensk per un import de 4,3 milions d'UAH, a la planta de Zelenodol que porta el nom de Gorki-per un import de 141.000 UAH.
Per a Mosgortrans (Moscou), l'empresa va produir el primer tramvia LT-5 i va començar a provar-lo, es van produir tres tramvies més el primer trimestre de 2003.
En el període de 1997 a 2003, OJSC "HK Luhanskteplovoz" va crear nous tipus de material mòbil per a ferrocarrils:
- remolc de passatgers unificat per al transport suburbà. El 1997 es va produir un prototip, acceptat per la comissió interdepartamental i posat en producció;
- Tren dièsel de tracció de locomotora DPL1 amb una secció de locomotora dièsel 2M62U modernitzada i un vagó principal remolcat amb cabina de control. La mostra experimental, construïda l'any 2001, va ser acceptada per la comissió interdepartamental i posada en producció;
- Tren dièsel de tracció de locomotores DPL2 amb una secció de locomotora dièsel 2TE116 modernitzada i un vagó principal remolcat amb cabina de control. La mostra experimental, construïda l'any 2001, va ser acceptada per la comissió interdepartamental i posada en producció;
- Tren dièsel DEL-01 amb transmissió de corrent altern. La mostra experimental es va fabricar l'any 1998. No estava en funcionament habitual, es va donar de baixa l'any 2007;
- Tren dièsel DEL-02 amb transmissió de potència CA, amb disposició del bastidor de potència i equips auxiliars. El model experimental es va construir l'any 2003. Està en construcció des de l'any 2004. A juny de 2012 s'han construït 6 trens dièsel;
- Tren elèctric de corrent continu EPL2T. La mostra experimental es va construir l'any 2001, acceptada per la comissió interdepartamental i posada en producció;
- tren elèctric de corrent altern EPL9T. La mostra experimental es va construir l'any 2001, acceptada per la comissió interdepartamental i posada en producció;
- Locomotora dièsel principal de mercaderies i passatgers TE114. Segons el seu disseny, es pot operar en condicions de clima tropical i gran pols de l'aire.

### Laguerra al Donbàs
A principis de febrer de 2015, com a resultat de la guerra a l'est d'Ucraïna, va ser impossible lliurar components des d'Alemanya i els EUA a la planta, com a resultat de la qual cosa es va bloquejar el treball de l'empresa, i a principis de març de 2015, "Luhanskteplovoz" va aturar el seu treball.
A partir de l'any 2023, la planta va ser pràcticament saquejada, carcasses de màquines-eina, màquines-eina, cilindres d'oxigen i tanques van ser retirades de l'empresa.

## Serveis
- reparació;
- lliurament ràpid de peces de recanvi;
- modernització dels productes manufacturats.

### Producció
- 2ТЕ116, 2ТЕ10U, М62U locomotores dièsel de la línia principal, la seva modernització i revisió, així com peces de recanvi per a elles;
- roda giratòria per a dipòsits de locomotores tipus ventilador;
- tren dièsel DEL-01 i tren dièsel amb tracció locomotora — DPL (seccions de locomotores dièsel 2TE116 i M62);
- vagons remolcs del servei de viatgers perifèrics per a la conducció de locomotores dièsel modernitzades 2TE116 i 2M62;
- trens elèctrics de corrent continu i altern, equips de mineria (transportador rascador, carro motoritzat, carros per al transport de persones);
- transportadors d'oruga flotants;
- tramvies

## Premis
Per a les locomotores de vapor de les sèries "FD" i "IS", la planta va rebre una medalla d'or en una exposició a París.
En relació amb el 50è aniversari, la planta va rebre l'Ordre de Lenin per ordre del Presidium del Soviet Suprem de l'URSS el 7 de juny de 1947, per complir amb èxit les tasques del govern de reconstruir la planta i organitzar la producció de productes importants. per a l'economia nacional.
1971: la planta va rebre l'Ordre de la Revolució d'Octubre per la creació i el domini de la producció de locomotores dièsel.
1977: la locomotora dièsel TE10U va rebre la marca de qualitat estatal de l'URSS.
Les locomotores dièsel de Luhansk van rebre medalles i diplomes en exposicions internacionals a Plòvdiv i Leipzig, i la pròpia empresa va rebre el premi internacional "Golden Mercury".

### Gestors, directors de la planta de locomotores de vapor (locomotores tèrmiques) de Luhansk
- 1896–1898 - Anderson Jake (Y.I.)
- 1898–1904 — Pista G.V.
- 1904–1918 - Krzhanovsky Kazimyr Ksaveriyovych
- 1920–1924 - Shmyrov Ivan Ivanovich
- 1924–1927 - M.A. Golovushkin
- 1927–1928 — Cherenov M.L.
- 1928–1929 - O.V. Belov
- 1930–1930 - H. S. Gontxarov
- 1930–1933 - M.A. Surkov
- 1933–1935 - Vasyl Ivanovich Kuritsyn
- 1935–1937 - Xeinman Ilya Borisòvitx
- 1937–1938 - Mikola Semenovitx Txumitxév
- 1938–1939 - Apostolov M.T.
- 1939–1939 - Yevsyukov I.T.
- 1939–1943 - Valentyn Abramovich Weller
- 1943–1943 - M.K. Ivanov
- 1943–1946 - Nechay I.P.
- 1946–1947 - Zadorozhny K.O.
- 1947–1952 - Valentyn Abramovich Weller
- 1952–1965 - Soroka Pavlo Antonovych
- 1965–1976 - Mykola Antonovych Turyk
- 1976–1987 - Ihor Mikolaiòvitx Sukhov
- 1987–1994 - Volodymyr Ilitx Kvasov
- 1994–2000 - Evgeny Yakovych Sviridov
- 2000–2002 - Mikola Petrovitx Melnikov
- 2002–2011 - Bykadorov Viktor Petrovitx
- 2011–2012 - Mikheev Serhiy Oleksandrovich
- 2012–2014 — Cesnek Pavel
- 2014–2016 — Petro Mykolayovych Karpov
- 2016– — Dmytro Mykolayovych Kostyuchenko